# 刘易斯 (特拉华州)
劉易斯（英語：Lewes），是美國特拉华州蘇塞克斯縣的一個城市，東臨特拉華灣。面積為11.1平方公里。根據2010年美國人口普查，人口共有2,747人。
1631年6月3日由荷蘭人建立，是新尼德蘭的一部份，時稱Zwaanendael（天鵝谷）。